# Harald Günther
Harald Günther (* 8. Juli 1935 in Halle an der Saale) ist ein deutscher Chemiker.
Günther wuchs in Markkleeberg auf, bevor er mit seiner Familie nach Stuttgart zog. Er studierte ab 1954 Chemie in Stuttgart und Heidelberg mit dem Diplom 1959 und der Promotion bei Georg Wittig an der Universität Heidelberg 1961 (Pyrolyse von o-Phenylen-Quecksilber und Bildung von Dehydrobenzol aus o-Dijodbenzol). Als Post-Doktorand war er am Mellon Institute in Pittsburgh, USA, bei A. A. Bohner By tätig und ab 1963 als Assistent am Institut für Organische Chemie der Universität zu Köln bei Emanuel Vogel. 1968 habilitierte er sich dort in Theoretischer Organischer Chemie und war dort ab 1970 Wissenschaftlicher Rat und Professor. 1978 wurde er Professor für Organische Chemie an der Universität Siegen. 1992/93 und 1997 bis 1999 war er Dekan des Fachbereichs für Chemie und Biologie.
Er beschäftigt sich mit Kernspinresonanzspektroskopie (NMR) in der Organischen Chemie. Neben grundlegenden Fragen der NMR etwa zur Spin-Spin-Kopplung befasste er sich unter anderem mit Aromatizität, dynamischer NMR, Organo-Lithium-Verbindungen und Anwendung der Festkörper-NMR in der Organischen Chemie. Er veröffentlichte über 220 Arbeiten (2006) und schrieb ein in mehrere Sprachen übersetztes Standardwerk über NMR.
1995 wurde er Mitglied der Nordrheinwestfälischen Akademie der Wissenschaften. 1973 erhielt er den Chemiepreis der Göttinger Akademie der Wissenschaften.
1992 bis 2005 war er Herausgeber von Magnetic Resonance in Chemistry. Außerdem war er 1986 bis 1997 Mitherausgeber der Buchreihe NMR – Basic Principles and Progress bei Springer und Mitglied im Beratergremium der Encyclopedia of Nuclear Magnetic Resonance (Herausgeber D. M. Grant, R. K. Harris, Wiley 1996). 1979 bis 1981 und 1991 bis 1993 war er Vorsitzender der Fachgruppe Magnetische Resonanzspektroskopie in der Gesellschaft Deutscher Chemiker, die er mit gründete.

## Schriften
- NMR Spektroskopie – eine Einführung, Thieme Verlag 1973, 3. Auflage, 1992 (auch ins Englische, Polnische, Russische und Französische übersetzt); 3., stark erweiterte englische Auflage 2013 bei Wiley-VCH, ISBN 978-3-52733000-3.

Er übersetzte das Buch von Ronald Breslow Organische Reaktionsmechanismen (Thieme 1982) ins Deutsche.